# Prasat Phnom Rung
Khao Phnom Rung ou Khao Phanom Rung (thai: พนมรุ้ง, API : [pʰā.nōm rúŋ]) est le nom d'un volcan éteint depuis 900 000 ans, sur lequel fut érigé à partir du Xe siècle le temple Prasat Phnom Rung ou Prasat Phanom Rung (thaï : ปราสาทพนมรุ้ง ; API : [praːsàːt hǐn kʰǎw pʰánom rúŋ]). Le Khao Phnom Rung se trouve au sud de la province de Buriram, dans l'amphoe Chaloem Phra Kiat, en Thaïlande, près de la frontière du Cambodge.
L'explorateur français Henri Mouhot a écrit après avoir visité le temple de Phanom Rung : "Vous pouvez facilement vous imaginer être parmi les ruines d'Ongkor. C'est le même style d'architecture, le même goût déployé, les mêmes immenses blocs de pierre polis comme du marbre et si joliment ajustés les uns aux autres". C'est "le plus vaste et le mieux restauré des temples khmers de Thaïlande" (dixit le Lonely Planet). On a eu recours pour la restauration de ce monument, comme à Prasat Hin Phimai, à l'anastylose.
Quand le temple fut érigé au sommet du Khao Phnom Rung, des modifications ont été apportées au cratère pour le convertir en réservoir d’eau potable.
Le nom sanskrit du temple était Mahidharapura, dont sont issus les ancêtres des rois khmers actuels.
Phnom Rung  était le nom original du volcan, mais aussi celui du temple depuis le XIe siècle, le nom apparaît, sur quatre inscriptions en alphabet khmer découvertes sur le Prasat Phnom Rung. Le nom Phnom Rung dérive du mot khmer Vnam Rung qui signifie montagne large, de même que les mots S-Thuadri et S-Thula Saila écrits au moyen d’autres alphabets khmer en sanskrit.
Le Prasat Phnom Rung est un sanctuaire dédié à la secte Pasupata de l'hindouisme sivaïte. La construction au sommet du Khao Phnom Rung  est comparée à la résidence du dieu Shiva sur le mont Kailash.

## Chronologie
Le temple de Phanom Rung a été construit entre le Xe siècle et le XIIIe siècle. La plus grande partie des travaux date du règne de Suryavarman II (1113-1150).
Les bâtiments à l’intérieur du complexe du Prasat Phnom Rung sont divisés en quatre périodes chronologiques :
- Les plus anciens sont les deux tours de briques de style de Koh Ker, construits au Xe siècle.
- La deuxième période, soit au XIe siècle, c’est l’érection du Prasat Noi construit dans le style du Baphuon.
- Lors de la troisième période, XIIe siècle, la plupart des autres bâtiments ont été érigés, notamment la tour principale.
- À la quatrième période, les deux librairies nommées Bannalai ont été érigées entre le XIIe et le XIIIe siècle dans le style du Bayon.

## Plan du site
- Les escaliers inférieurs

De la pente orientale de la montagne trois niveaux d'escaliers mènent à la première terrasse cruciforme. Cette terrasse a dû être à une époque la base d'une structure de bois couverte de tuiles.
- Le Phlab Phla

Au nord de la première terrasse cruciforme se trouvent les ruines d'une structure faisant face au sud. Ce bâtiment était habituellement appelé "la maison de l'éléphant blanc" mais est désormais appelé "pavillon de purification" car il aurait permis au roi de se purifier avant d'entreprendre les rituels à la tour principale située sur la montagne.
- L'allée processionnelle

Elle est longue de 160 mètres et  relie la première terrasse cruciforme et le premier pont nâga. 70 bornes, dont la partie supérieure est en forme de bouton de lotus, bordent cette allée.
- Le premier pont naga

Il relie la voie processionnelle aux escaliers supérieurs et au complexe principal qui était autrefois le cratère du volcan. C'est une terrasse cruciforme avec des balustrades sculptées en serpents à 5 têtes pointant les 4 points cardinaux. Au centre du pont est gravé un lotus à 8 pétales. Ce pont représente le lien entre le ciel et la terre.
- Les escaliers supérieurs

Ils sont divisées en 5 niveaux. Chaque niveau est bordé d'une terrasse de  chaque côté, chacune comprenant une borne percée.
- La voie vers la tour principale

Au sommet de l'escalier supérieur se trouve une vaste terrasse surélevée où 4 bassins lui donnent un aspect cruciforme.
- Le second pont naga

Il reprend le même plan cruciforme que le premier mais en plus petit. Ce pont a lui aussi, en son centre, un lotus à 8 pétales gravés.
- La cour et la  galerie extérieure

Avant d'atteindre la tour principale il y avait une galerie extérieure en bois dont il ne subsiste que quelques pierres et beaucoup de fragments de tuiles y ont été retrouvés.
- Porte en arche et les galeries intérieures

Les galeries intérieures entourent la tour principale. Les galeries intérieures sont de longues et étroites pièces divisées en cellules. Ses murs extérieurs étaient sculptés de fausses fenêtres. Sur le linteau au-dessus de la porte d'entrée est sculpté un ermite qui serait soit un avatar de Shiva en guérisseur soit ferait référence au créateur du temple Narendraditya.
- Le dernier pont naga

Il relie la porte en arche de la galerie intérieure à l'antichambre de la tour principale. Ce pont est le plus petit des 3.
- La tour principale

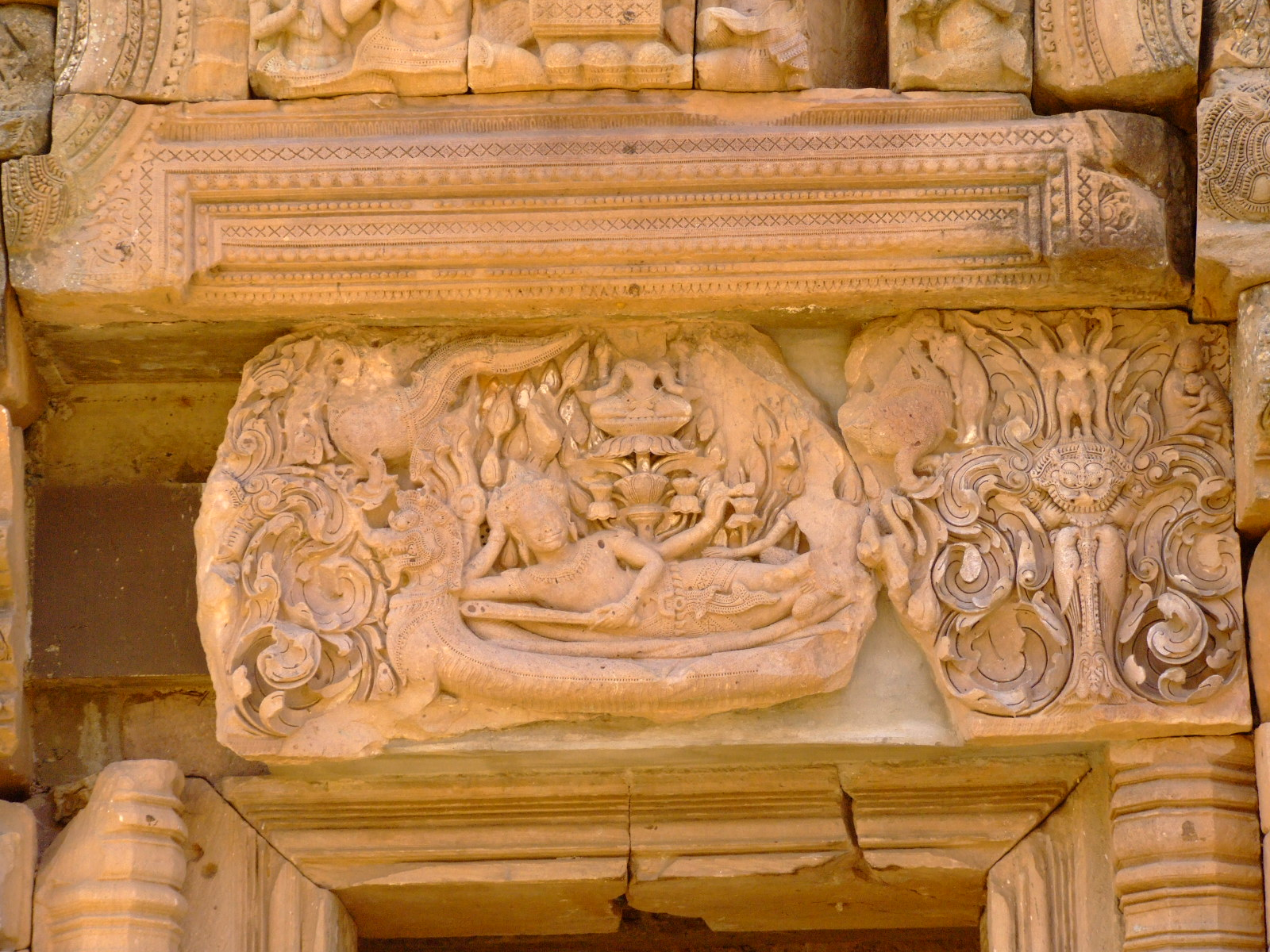
Linteau du Vishnu couché sur le serpent Ananta. Ce linteau a été volé au début des années 1960 puis est réapparu vingt-cinq ans plus tard dans les collections du Fine Arts Institute de Chicago. Après de longues négociation, le musée a restitué la pièce qui a retrouvé sa place sur l'une des portes du temple.

Construite en gré rose, la tour a un plan en croix. Des doubles porches ont été construits au nord, au sud et à l'ouest. À l'est de la tour se trouve une pièce rectangulaire appelée "Vihara" reliée à la tour par une annexe. Dans le temple principal se trouve le "garbhagrha" ou sanctuaire intérieur. Il y avait sans doute un lingam, représentation phallique de Shiva, à cet endroit. Seul le "Somasutra" ou conduit pour canaliser l'eau utilisée lors des rites religieux subsiste. La plupart des motifs sculptés sur la tour font référence à des divinités hindoues comme le fronton du Shiva dansant (Shiva Nataraja) et le linteau du Vishnu couché. Les autres motifs font référence au Ramayana, la biographie de Narendraditya, les rites religieux et les activités d'un ermite.
D'autres bâtiments se trouvent dans la galerie intérieure:
- Le sanctuaire de briques

Au nord  le plus ancien bâtiment dont il ne reste que 2 petites colonnes et les fondations.
- Le Prang Noi ou sanctuaire mineur

Au sud un sanctuaire mineur dont l'unique entrée se trouve à l'est. À l'intérieur se trouve un autel pour poser des images sacrées. Son fronton représente Krishna soulevant une montagne dans des motifs floraux.
- Le Bannalai

Au sud-est un bâtiment rectangulaire avec un toit en arche sans représentations sacrées. Ce type de structure est appelé "Bannalai" ou bibliothèque parce qu'il aurait été utilisé pour conserver des textes sacrés.
- Une structure de latérite

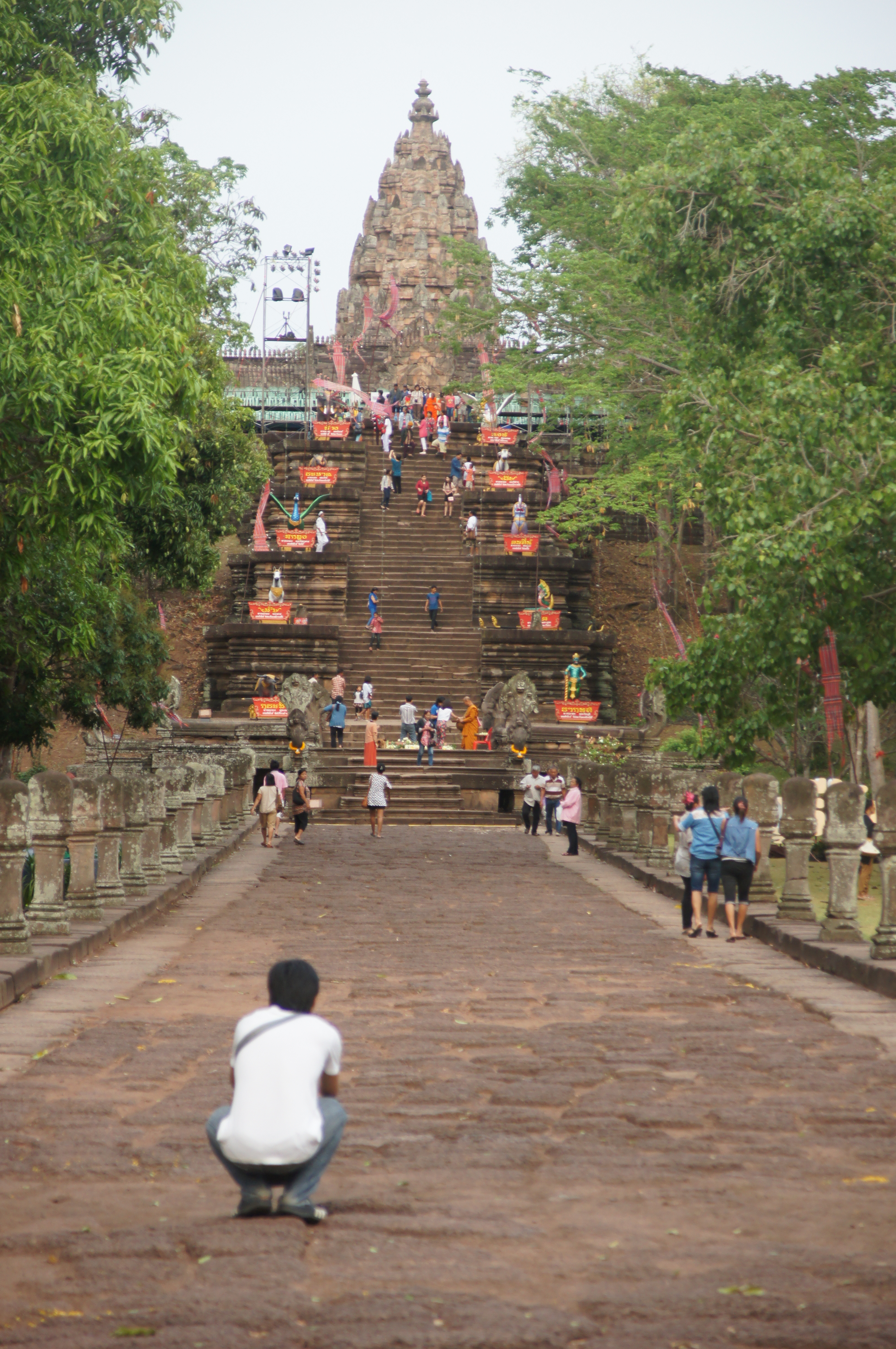
Allée et les 5 niveaux d'escaliers menant au sanctuaire de Shiva et à la tour principale

Au nord-est  un bâtiment rectangulaire avec une entrée orientée vers le sud. Son toit a été détruit. Il n'y avait pas d'images sacrées à l'intérieur et son utilisation est inconnue.

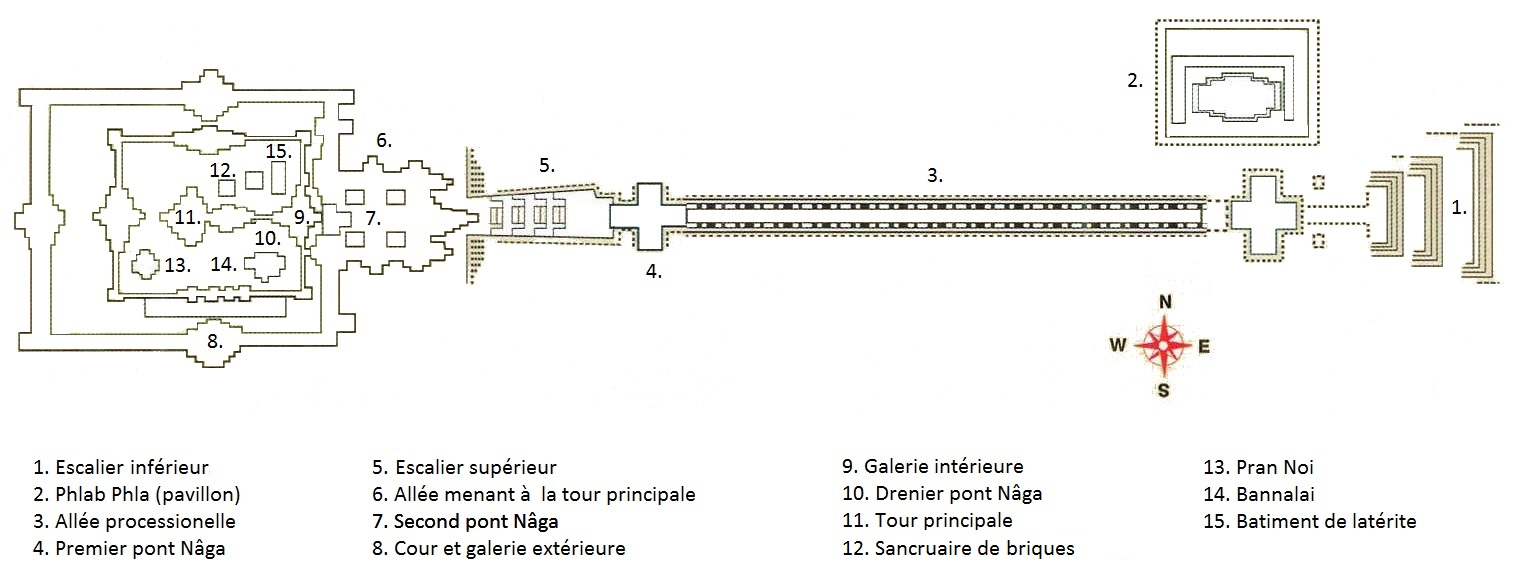
Plan du temple de Phanom Rung

## Tourisme
En 2012, il y avait près de 300 000 visiteurs chaque année.

## Galerie de photos

Panoramas du Prasat Hin Phnom Rung
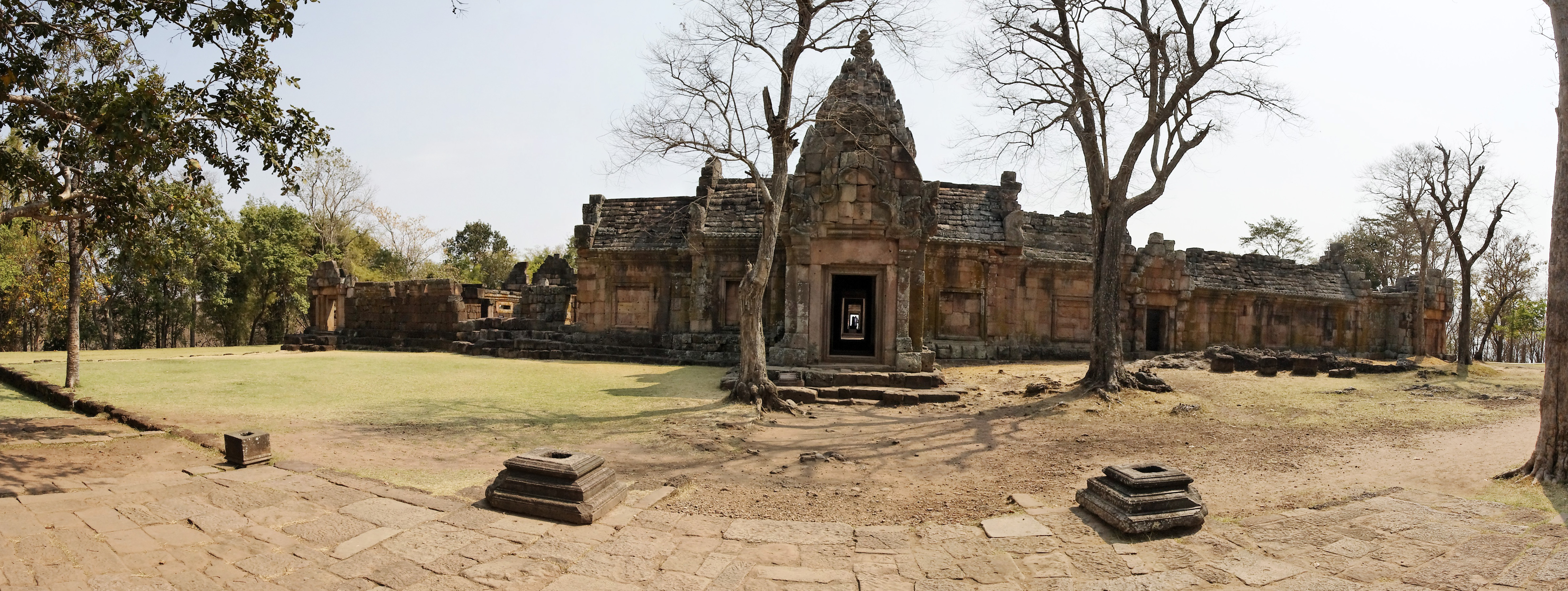
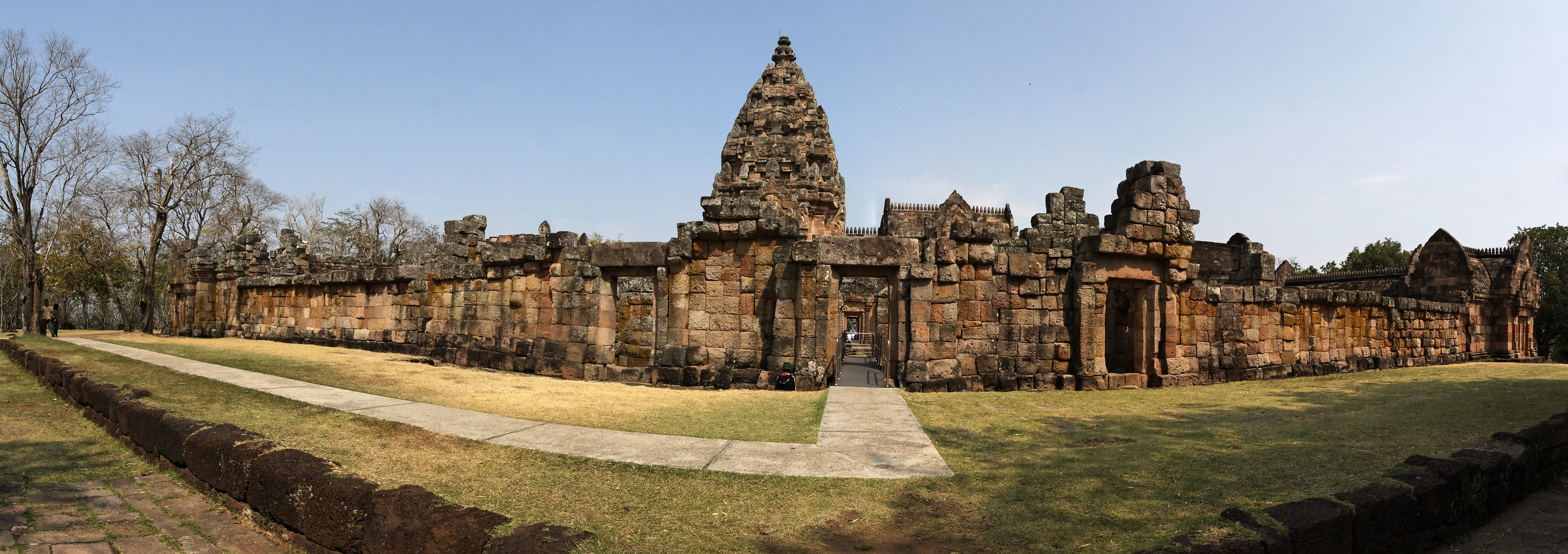
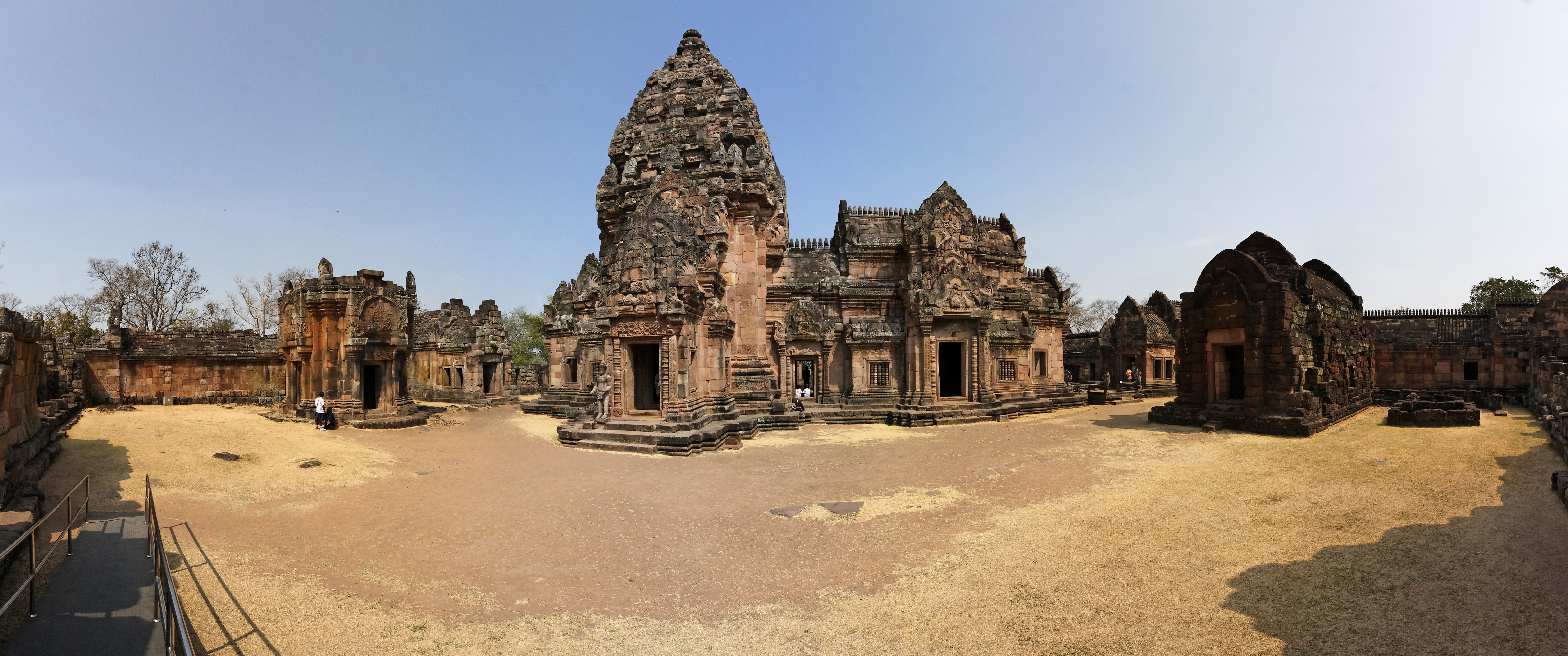
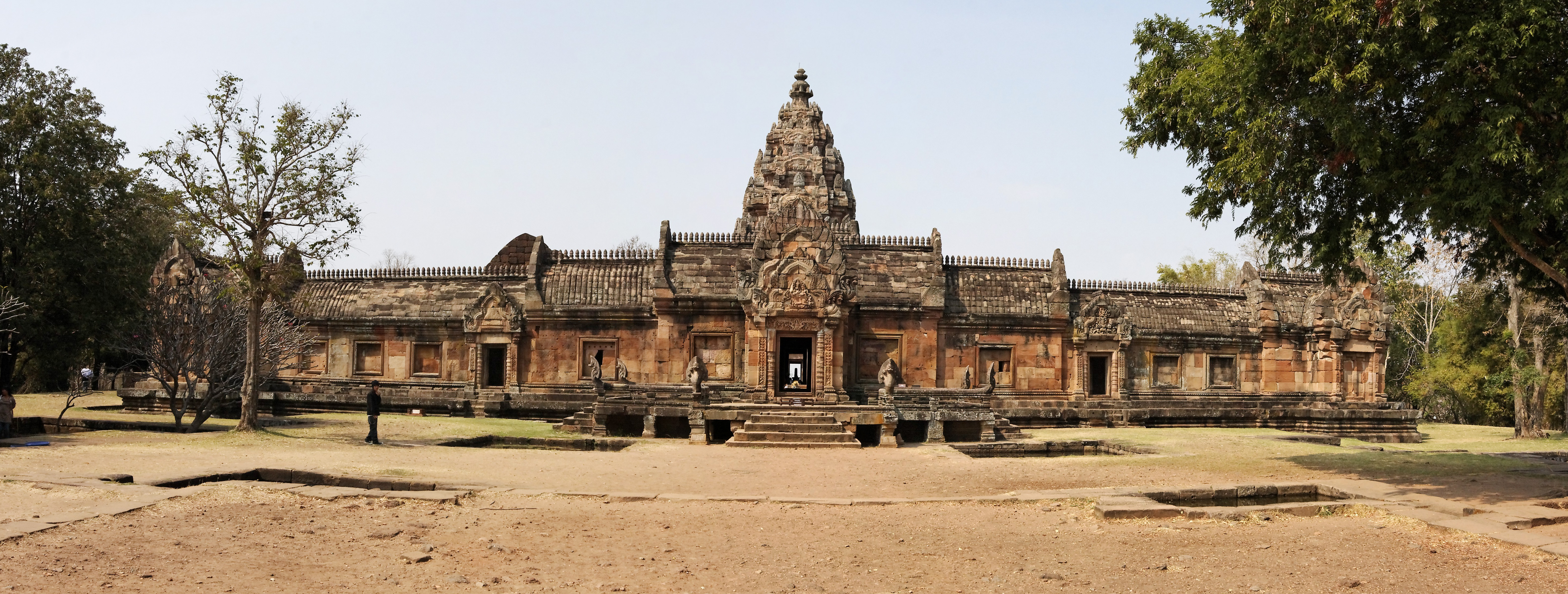

Photos du Prasat Hin Phnom Rung
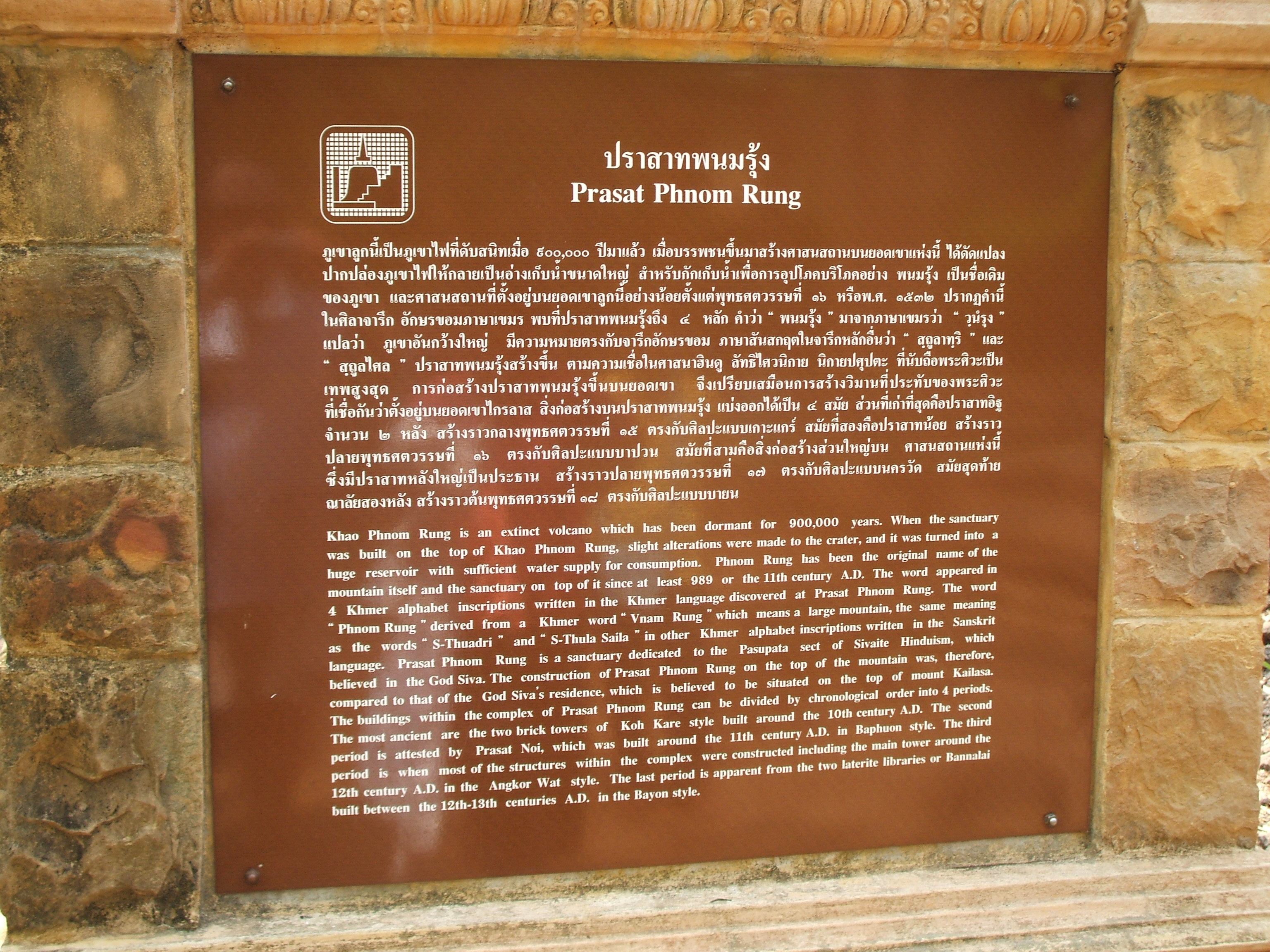
Panneau descriptif du Prasat Hin Phnom Rung en thaï et anglais
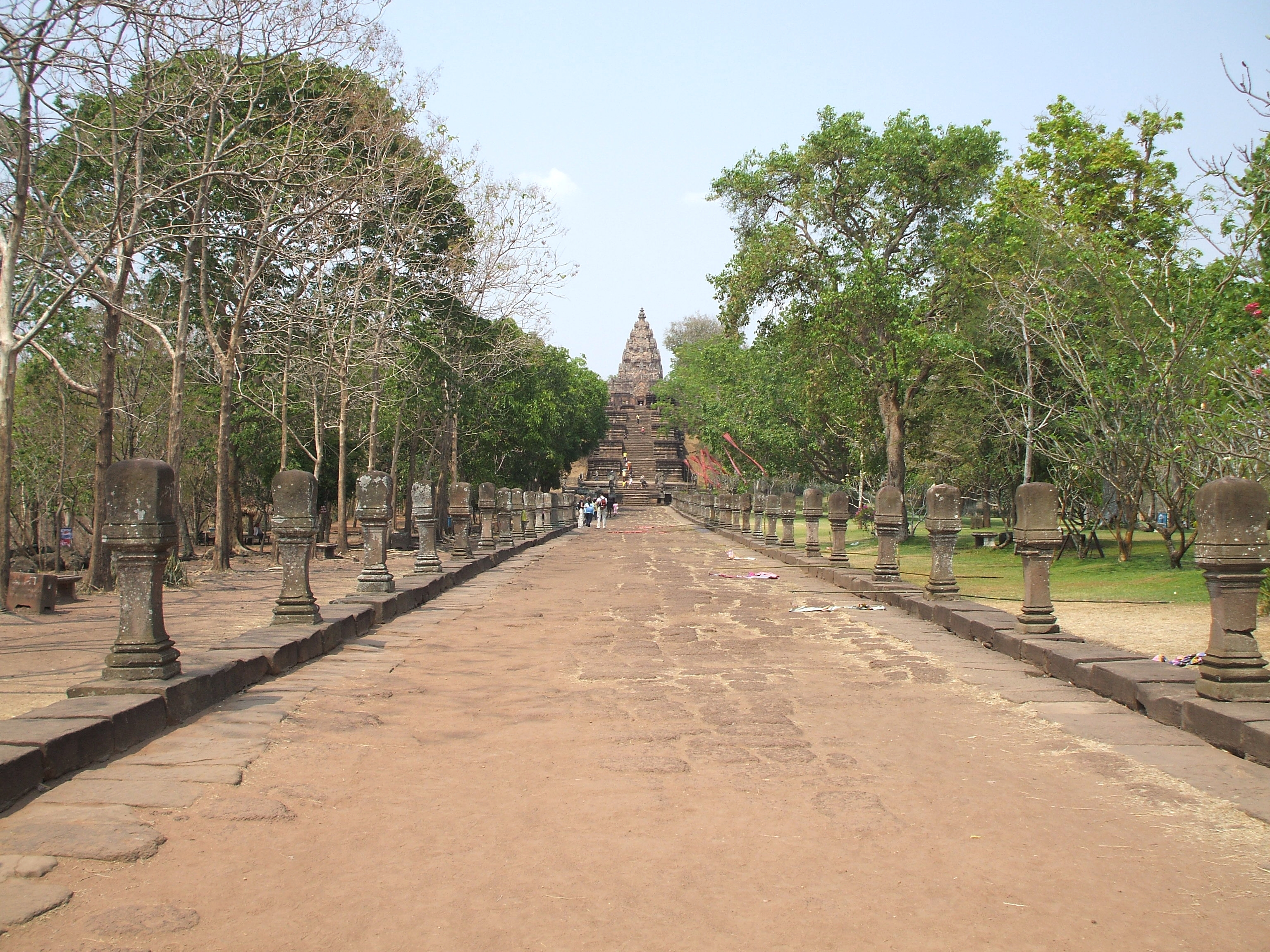
Allée processionnelle menant au Prasat Hin Phnom Rung
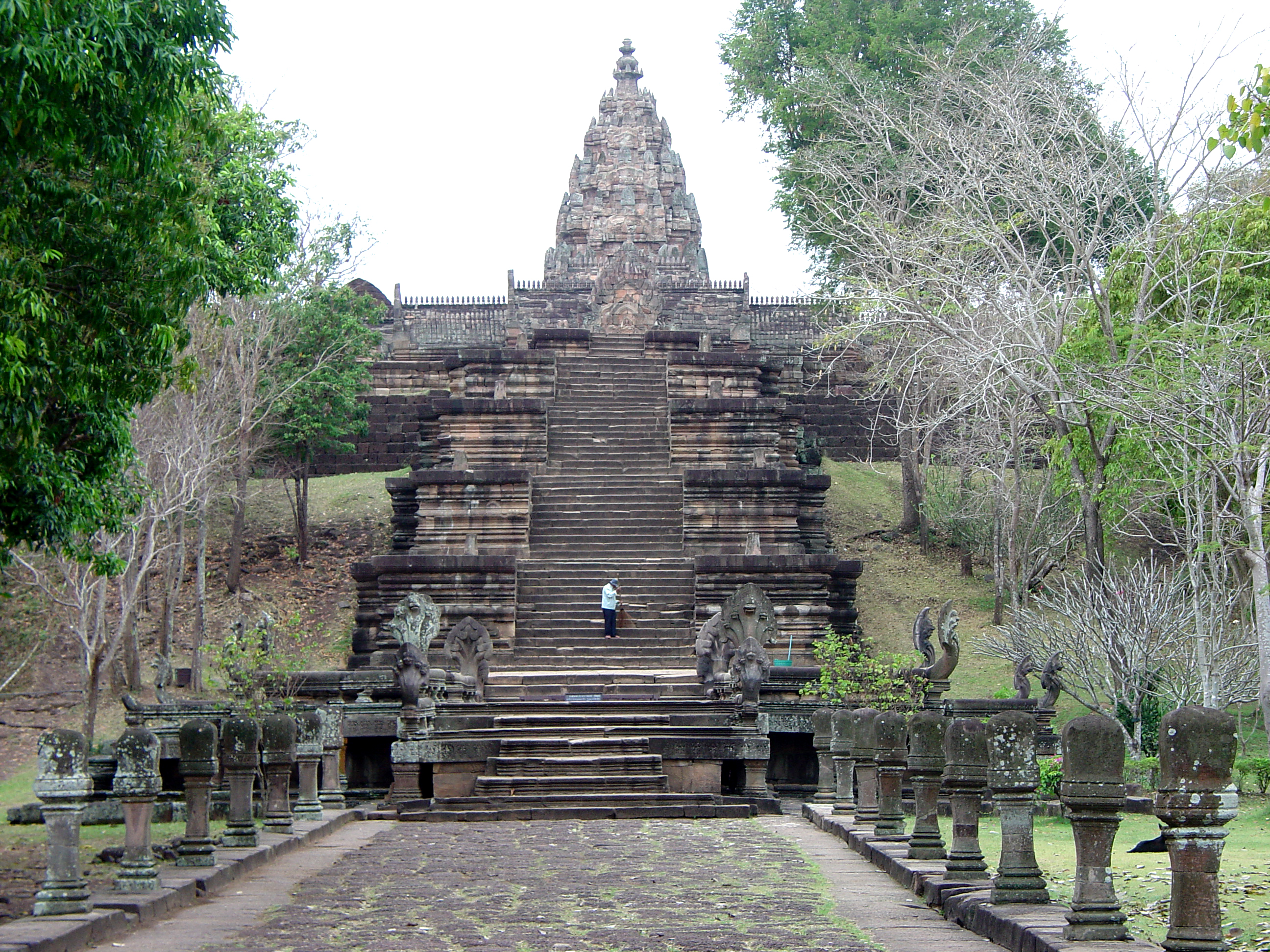
Premier pont naga et Escaliers supérieurs en cinq niveaux
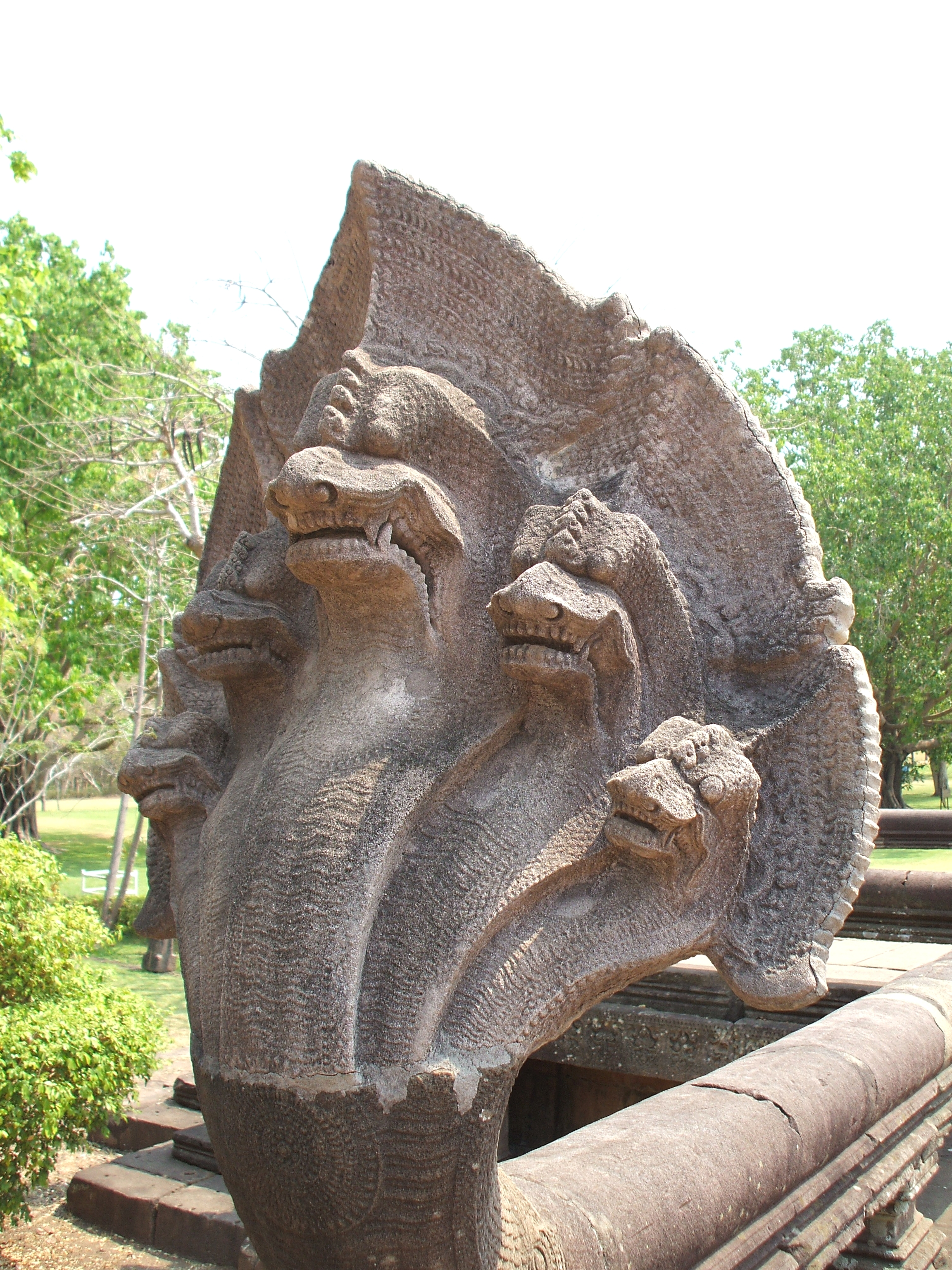
Naga, détail d'architecture
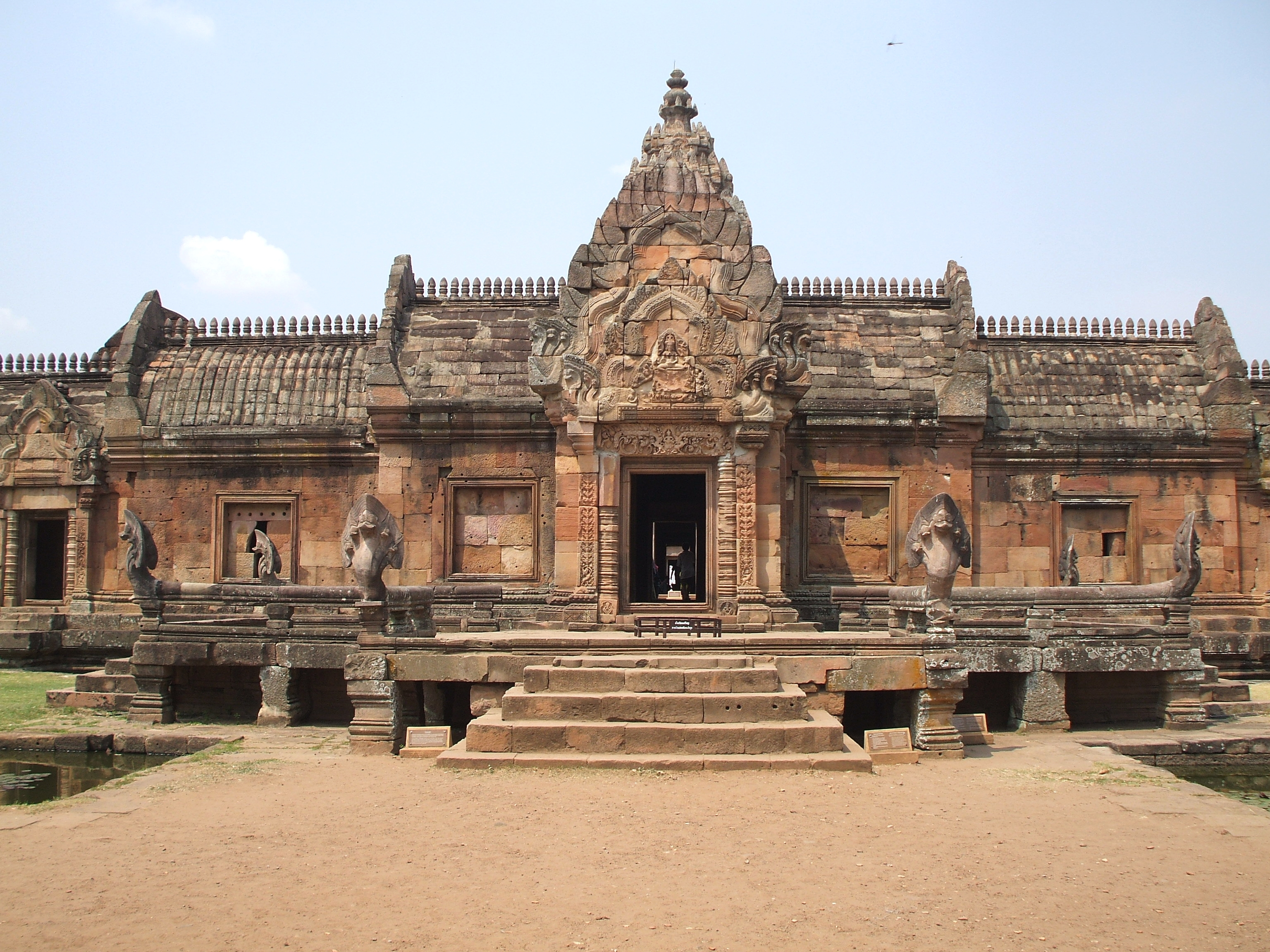
Allée menant à la tour principale et deuxième pont naga
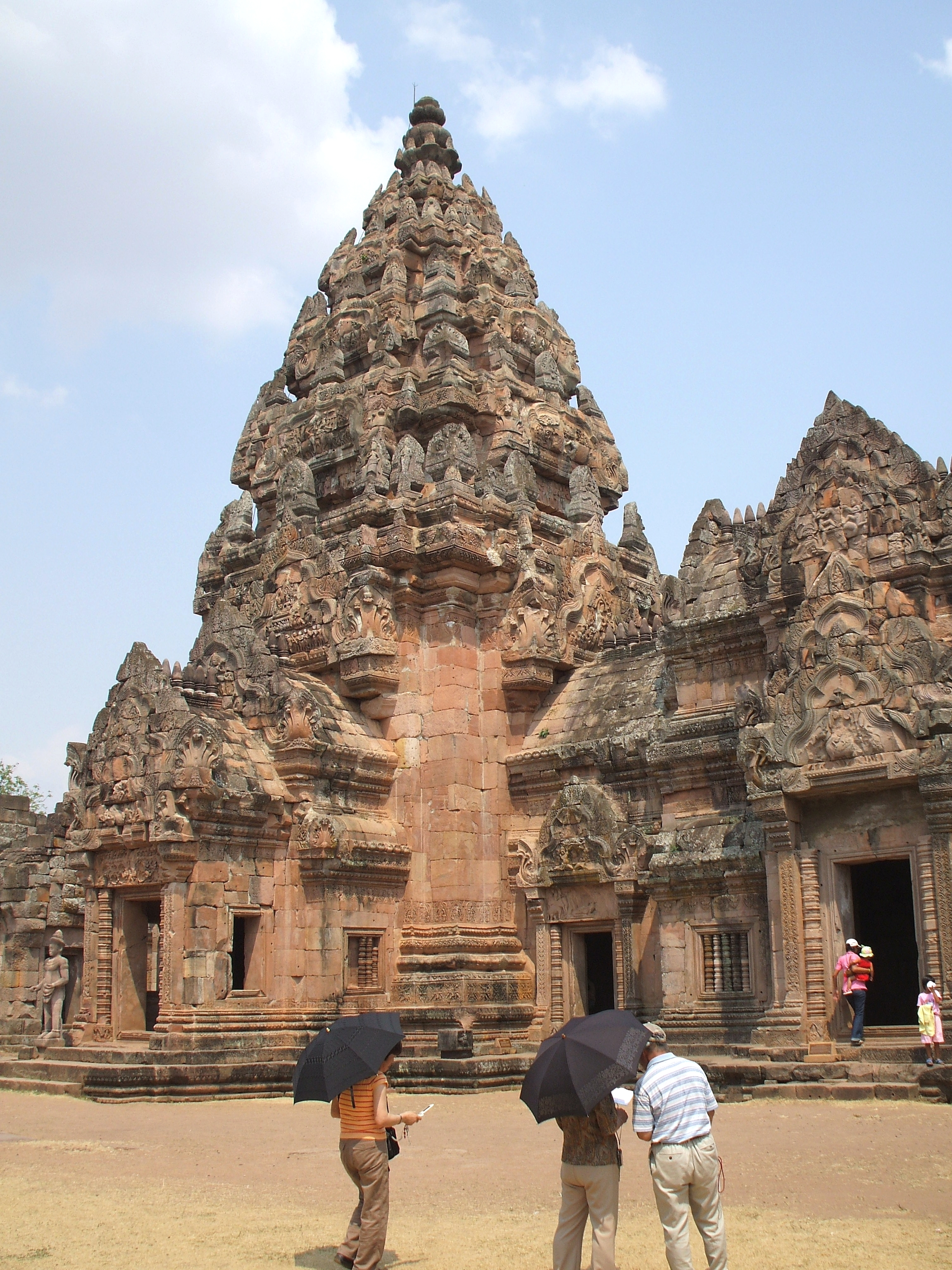
Tour principale
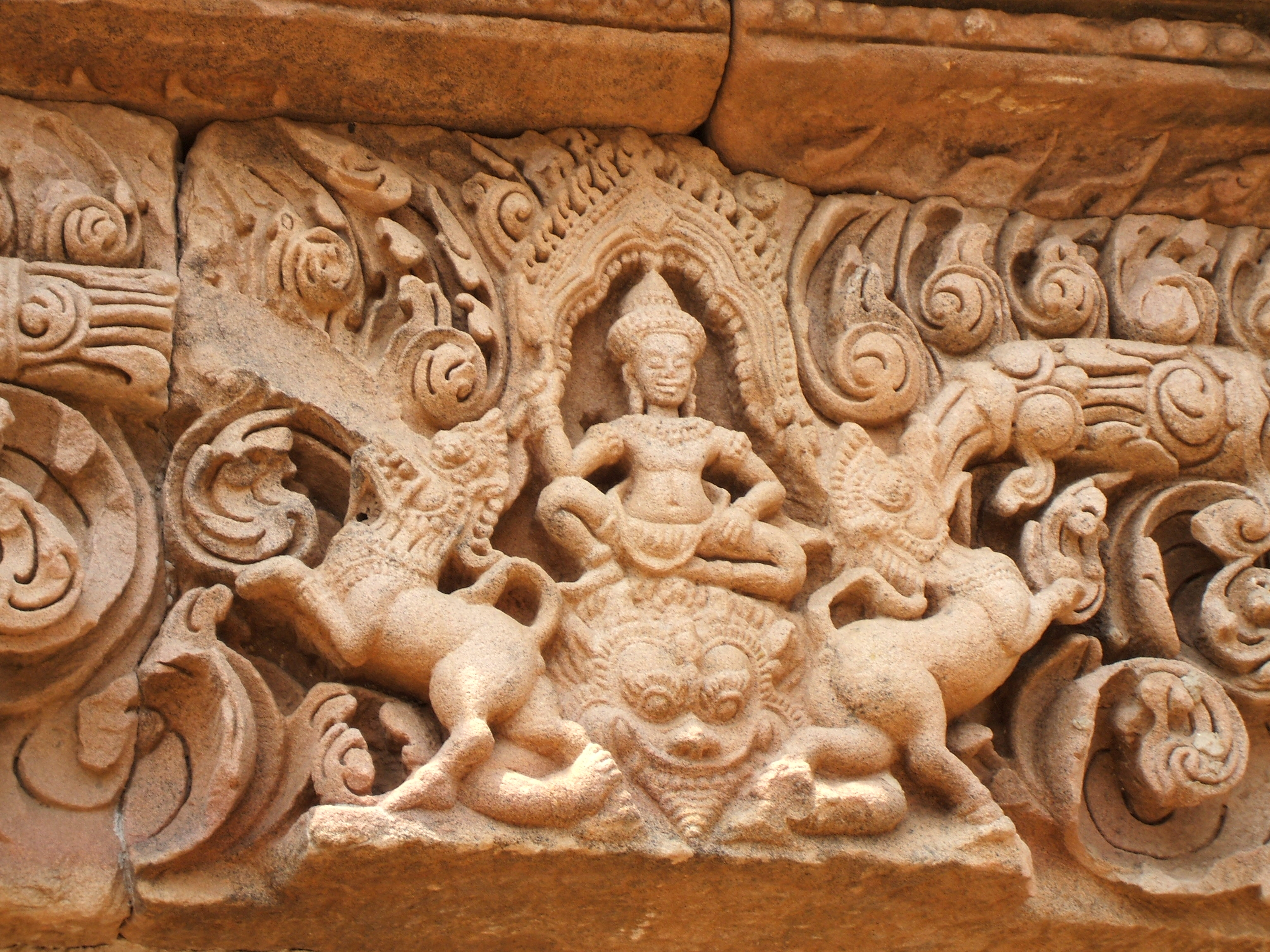
Détail d'architecture, Prasat Phnom Rung
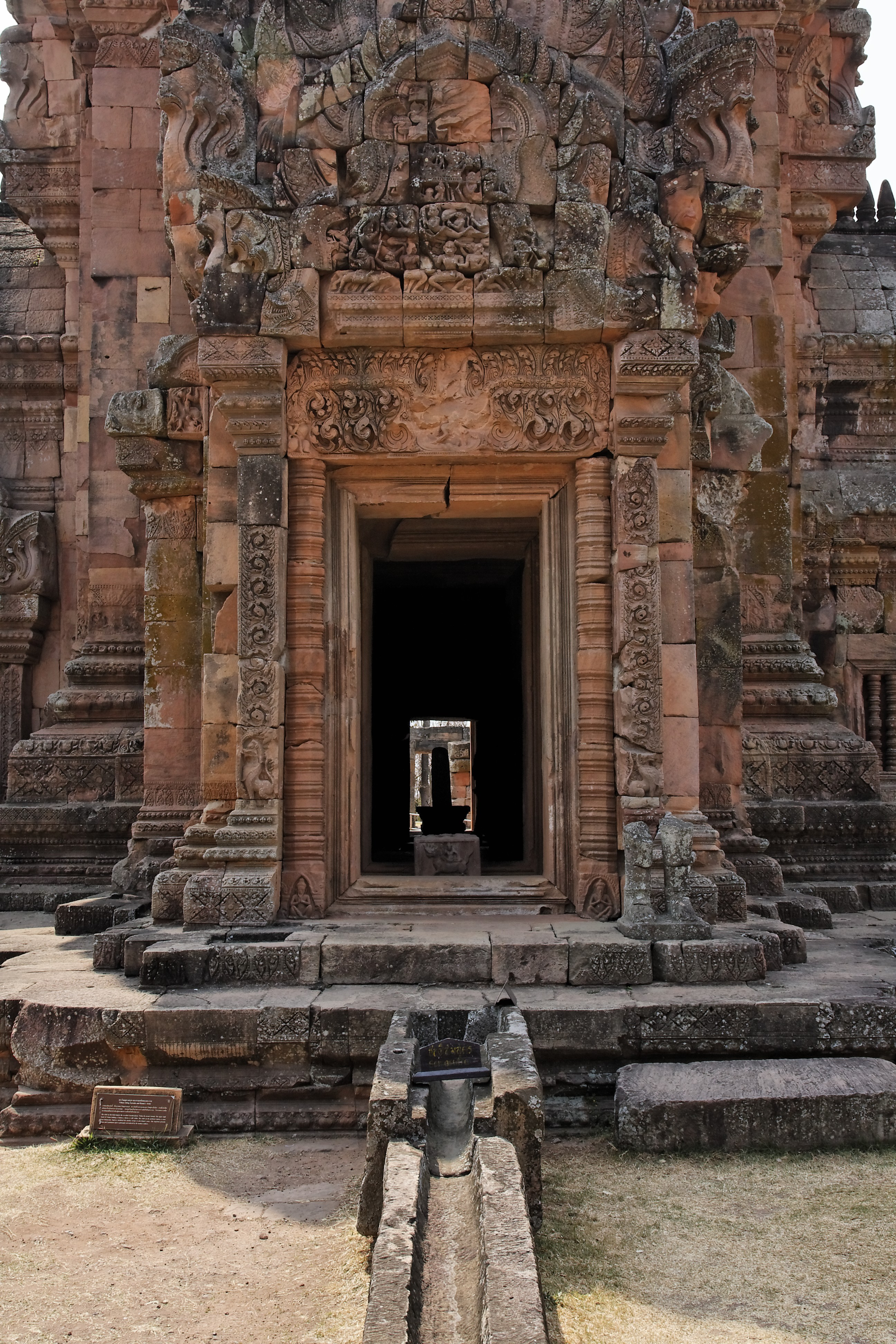
Exemple de somasutra; on peut voir dans le fond un Shiva Lingam